# Sarah Smeyers
Sarah A.B.D. Smeyers, née le 8 octobre 1980 à Alost, est une femme politique belge flamande, membre du N-VA.
Elle est licenciée en droit et en notariat ; juriste notariale.

## Fonctions politiques
- Députée fédérale depuis le 10 juin 2007